# Folivora
Folivora é uma subordem de mamíferos, da ordem Pilosa, cujas espécies são conhecidas popularmente por preguiça, bicho-preguiça, aí, aígue e cabeluda.
São mamíferos arborícolas e estão divididos em dois gêneros, Bradypus e Choloepus. Representam a superordem Xenarthra, juntamente com os tamanduás e tatus (dasipodídeos; clamiforídeos).[carece de fontes?]
Todos os dedos têm garras longas pelas quais a preguiça se pendura aos galhos das árvores, com o dorso para baixo. Seu nome advém do metabolismo muito lento do seu organismo, responsável pelos seus movimentos extremamente lentos. É um animal de pelos longos, que vive na copa das árvores de florestas tropicais desde a América Central até o norte da Argentina. Na Mata Atlântica, o animal se alimenta dos frutos da Cecropia (a embaúba, conhecida, por isto, como árvore-da-preguiça).
De hábitos solitários, a preguiça tem, como defesa, sua camuflagem e suas garras. Para se alimentar, a preguiça utiliza-se de "dentes" que se apresentam em forma de uma pequena serra. Herbívoro, tem hábitos alimentares restritos, o que torna difícil sua manutenção em cativeiro, além disso o bicho-preguiça é um dos poucos mamíferos que vive sem precisar de água, isso porque a quantidade necessária do líquido para a sua sobrevivência é absorvida dos alimentos (raízes, folhas e frutos de algumas árvores, como da embaúba, figueira, ingazeira e tararanga). Dorme cerca de catorze horas por dia, também pendurada nas árvores. Na reprodução, dá apenas uma cria. Apenas a fêmea cuida do filhote. Reproduz-se, como tudo que faz, na copa das árvores. Raramente desce ao chão, apenas aproximadamente a cada sete dias para fazer as suas necessidades fisiológicas. O seu principal predador é a onça-pintada.[carece de fontes?]
O grupo dos bradipodídeos estão distribuídos da América Central até o norte da Argentina, tendo uma ampla ocorrência no Brasil. No entanto, a devastação de seu habitat tem gerado um impacto significativo nas populações destes mamíferos. O homem vem adentrando as áreas de floresta, o que tem provocado, sobretudo, a fragmentação de ambientes naturais e aumentado, consequentemente, as taxas de extinção.

## Etimologia
"Preguiça" e "bicho-preguiça" são termos que remetem ao comportamento extremamente lento do animal. "Aí" e "aígue" são oriundos do vocábulo tupi a'í, de origem onomatopaica.

## Classificação
Subordem Folivora (preguiças)

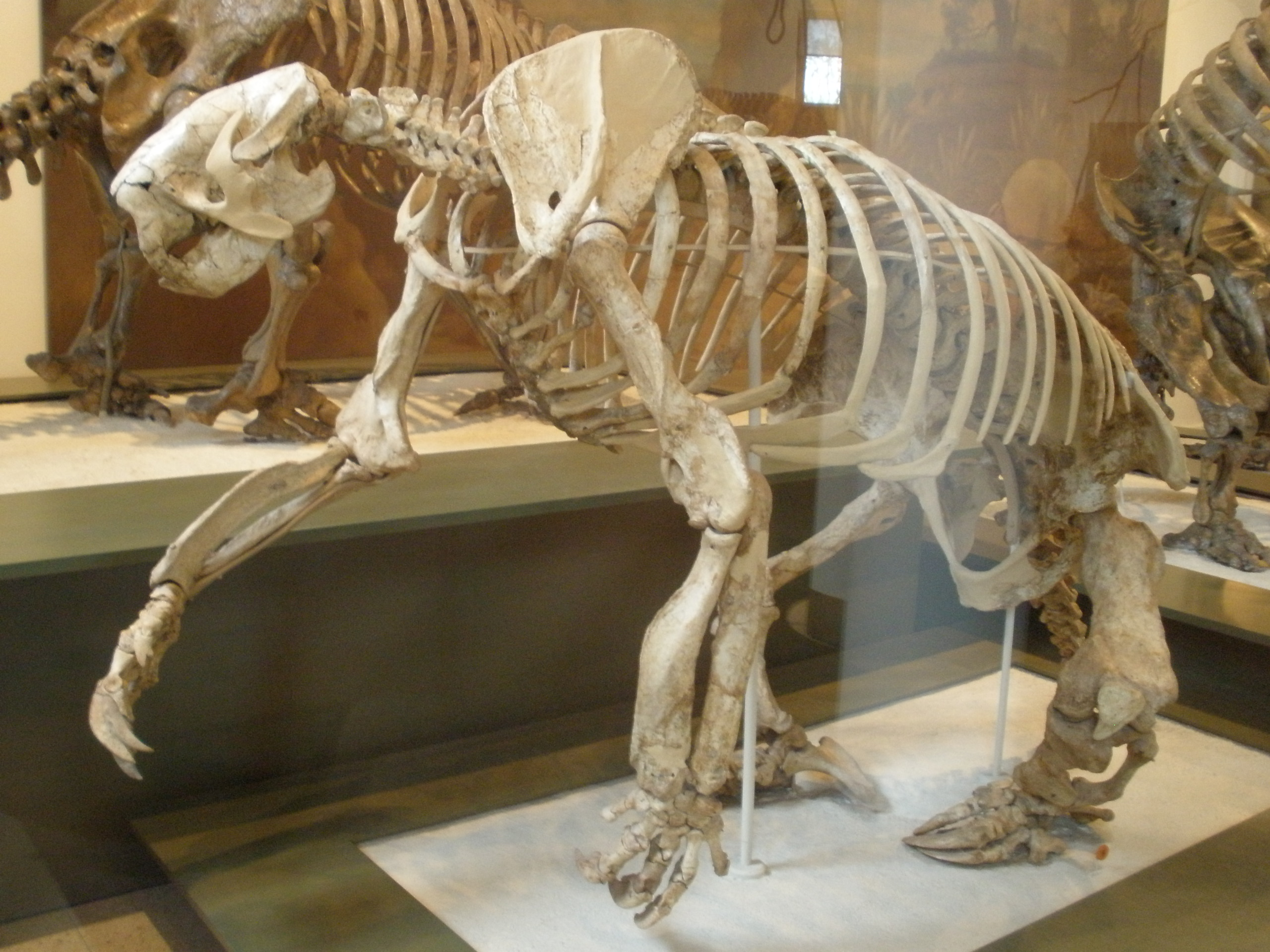
Esqueleto de Megalonyx wheatleyi

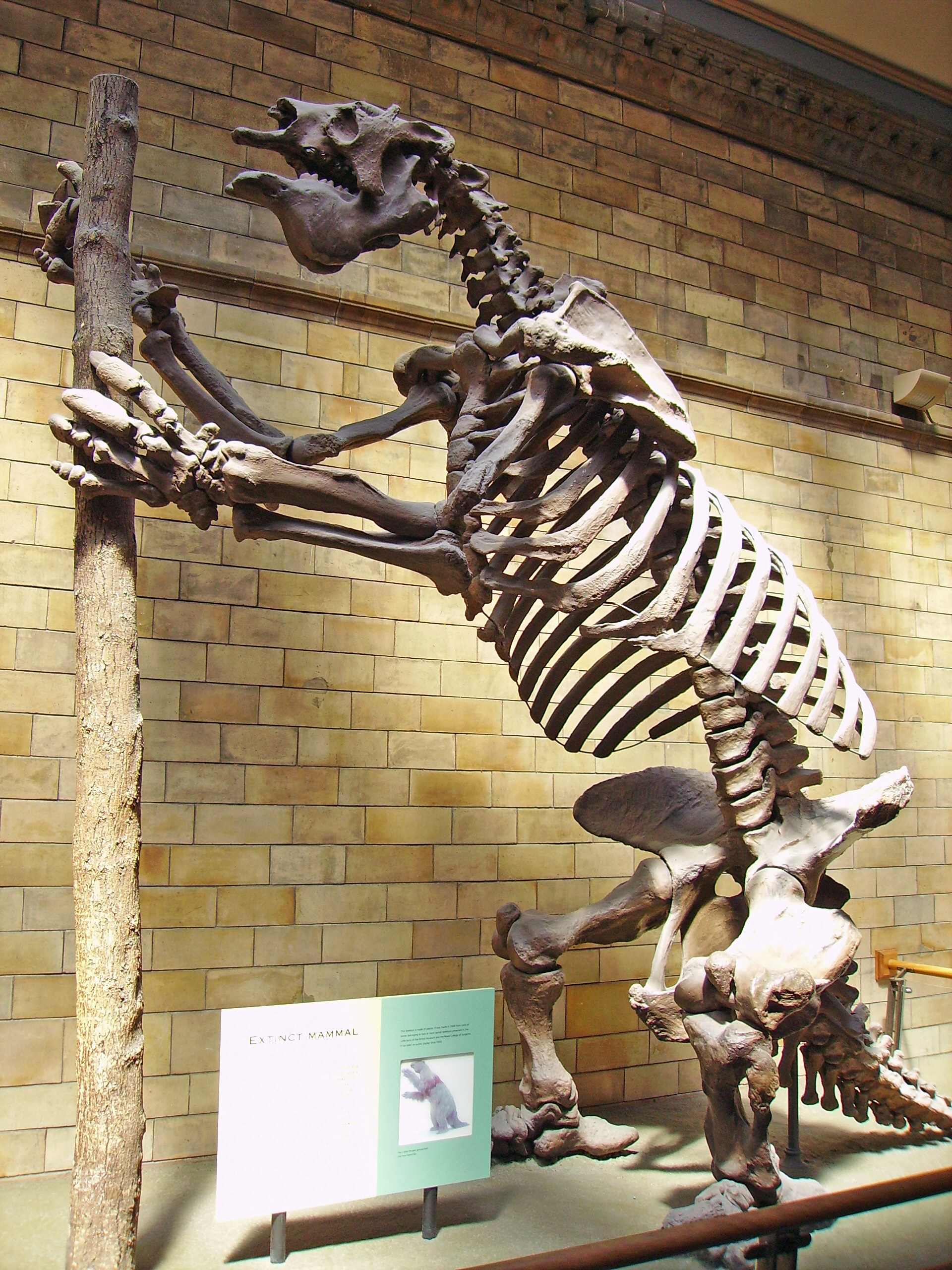
Fóssil de Megatherium em exposição no Museu de História Natural de Londres

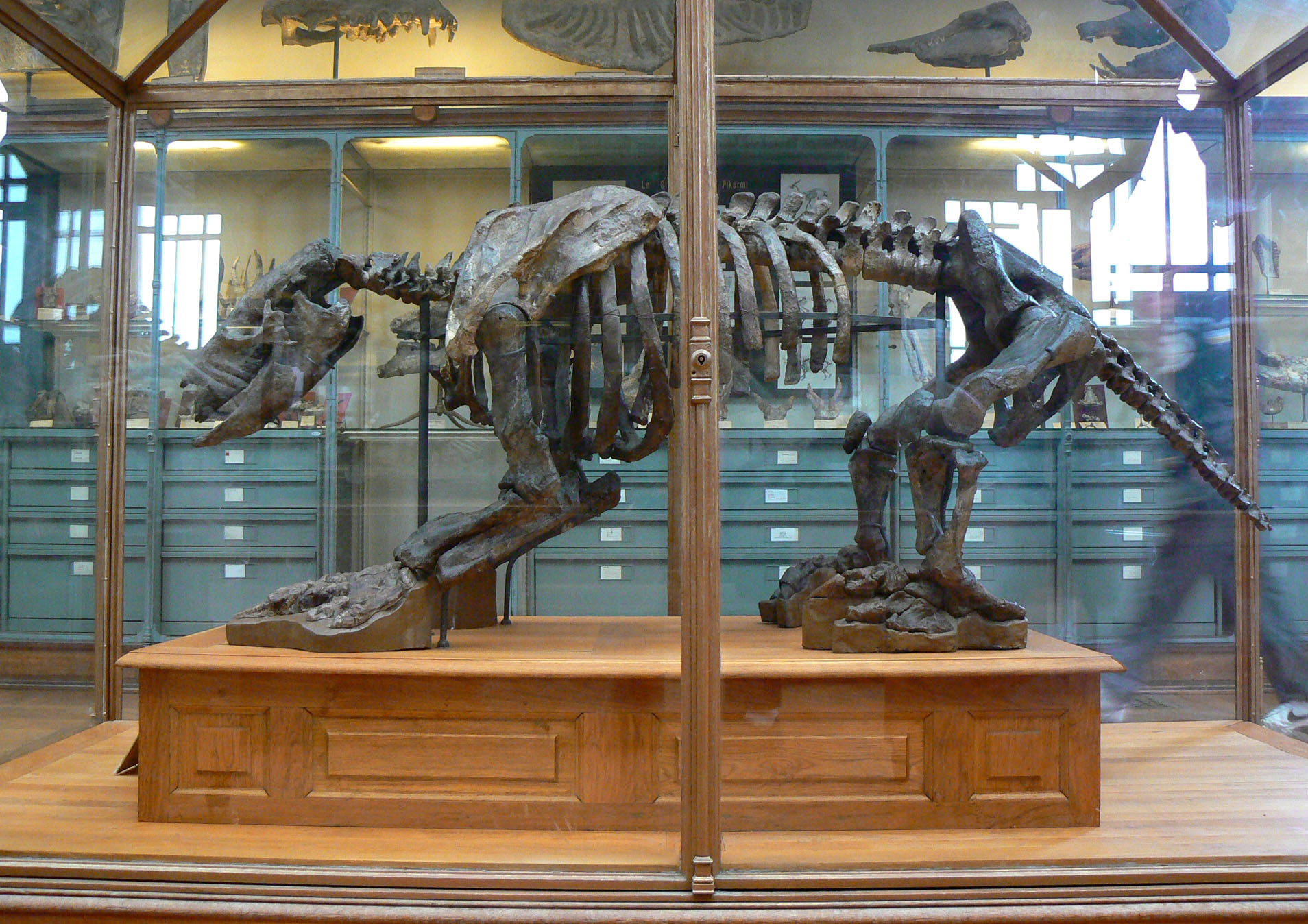
Fóssil de Scelidotherium leptocephalum em exposição no Museu Nacional de História Natural (França)

- Família Bradypodidae (preguiças-de-três-dedos)
  - Bradypus
    - Bradypus tridactylus
    - Bradypus variegatus
    - Bradypus torquatus
    - Bradypus pygmaeus
- Família Megalonychidae (preguiças-de-dois-dedos e preguiças terrestres extintas)
  - Choloepus (preguiças-de-dois-dedos)
    - Choloepus hoffmanni
    - Choloepus didactylus

  - Acratocnus
  - Habanocnus
  - Imagocnus
  - Megalocnus
  - Megalonyx
  - Neocnus
- Família Megatheriidae (preguiças terrestres extintas)
  - Eremotherium
  - Hapalops
  - Megatherium
  - Prepotherium
  - Promegatherium
- Família Mylodontidae (preguiças terrestres extintas)
  - Glossotherium
  - Lestodon
  - Mylodon
  - Paramylodon
  - Scelidotherium
  - Chubutherium
- Família Nothrotheriidae (preguiças terrestres extintas)
  - Mionothropus
  - Nothropus
  - Nothrotheriops
  - Nothrotherium
  - Pronothrotherium
  - Thalassocnus

## Distribuição geográfica

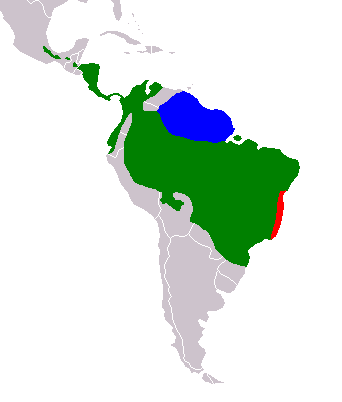
Distribuição do gênero Bradypus: Verde=B. variegatus, Azul=B. tridactylus, Vermelho=B. torquatus

As preguiças vivem apenas nas matas do continente americano e estão divididas em seis espécies diferentes, que podem ter dois ou três-dedos nas patas anteriores.
Apesar de ocuparem o mesmo nicho ecológico, dificilmente se verifica a presença dos dois gêneros em uma mesma área.
No Brasil, existem as seguintes espécies de três-dedos:
- Preguiça-comum (B. variegatus) que também é encontrada de Honduras ao norte da Argentina e todas as  florestas do Brasil.
- Preguiça-de-bentinho (B.tridactylus) que também vive na Venezuela, Bolívia, Rio Orinoco, Guianas
- Preguiça-de-coleira (B. torquatus)  que vive somente nos trechos da Mata Atlântica que vão do Rio de Janeiro ao sul da Bahia, sendo esta a espécie mais ameaçada de extinção.

Em 2001, foi descoberta uma nova espécie no Panamá: a preguiça-anã (B. pygmaeus).
A preguiça-de-dois-dedos (Choloepus hoffmanni) é encontrada da América Central até São Paulo, no Brasil.
A preguiça-real (Choloepus didactylus) vive nas florestas tropicais, desde a Nicarágua até o Brasil Central.

## Aparência

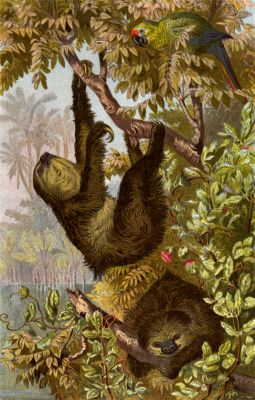
Choloepus sp.

São animais de porte médio (cerca de 3,5 a seis quilogramas quando adultas), de coloração geral cinza, tracejada de branco ou marrom-ferrugem, podendo ter manchas claras ou negras. A pelagem pode parecer esverdeada graças às algas que se desenvolvem na sua pelagem e que servem de alimento para as lagartas de determinadas espécies de mariposa, que vivem associadas aos bichos-preguiça.
O pelo cresce em sentido diferente dos demais mamíferos, isto é, cresce do ventre em direção ao dorso. Essa adaptação se dá ao fato da preguiça passar quase o tempo todo de cabeça para baixo, o que ajuda a água da chuva a correr sobre o corpo do animal.
Possuem membros compridos, corpo curto, cauda curta e grossa, adaptados para o seu modo de vida (sempre pendurados em galhos da copa de árvores altas).
Possuem de oito a nove vértebras cervicais, o que lhes possibilita girar a cabeça 270 graus sem mover o corpo. Seus movimentos são sempre muito lentos e costumam dormir cerca de catorze horas por dia, por isso receberam o nome.
A sua temperatura corporal é sempre muito próxima à do ambiente, sendo por isso considerados animais homeotérmicos imperfeitos.

## Dieta
As preguiças alimentam-se de folhas novas de um número restrito de árvores, dentre as quais se conhecem a embaúba, a ingá, a figueira e a tararanga. O estômago dos bichos-preguiça é um tanto semelhante ao dos animais ruminantes, pois é dividido em quatro compartimentos e contém uma rica flora bacteriana, que permite a digestão inclusive de folhas com alto teor de compostos naturais tóxicos.
Os dentes das preguiças não têm esmalte, por isso só se alimentam de brotos e folhas. Estão sempre crescendo devido ao contínuo desgaste. Por não ter incisivos, a preguiça parte as folhas usando seus lábios duros.
Podem também se nutrir lambendo as algas que crescem em seus pêlos.
As preguiças nunca bebem água pois a quantidade que elas necessitam para viver é absorvida do próprio alimento, através das paredes intestinais, durante o processo de digestão.

## Reprodução
A gestação da preguiça dura quase onze meses. O recém-nascido mede de vinte a 25 centímetros e pesa de cerca de 260 a 320 gramas. As fêmeas dos bichos-preguiça carregam o filhote nas costas e ventre durante aproximadamente os nove primeiros meses de vida. Durante esse período, a mãe protege o filhote, enquanto ele se prepara para sobreviver sozinho no ambiente da mata.
A expectativa de vida para uma preguiça varia de trinta a quarenta anos.

## Hábitos
Preferem viver em árvores altas, com copa volumosa e densa e muitos cipós, onde se penduram usando as garras que, embora possam parecer assustadoras, praticamente não servem para nenhuma defesa, devido à lentidão dos seus movimentos. Graças a essa lentidão, à sua coloração e ao fato de permanecerem na copa de árvores muito altas, é muito difícil enxergar as preguiças na mata. Mesmo assim, elas têm predadores naturais, como a Harpia, as onças e algumas serpentes.
Várias espécies de besouro e ácaro se alimentam das fezes das preguiças e usam esses animais principalmente como transporte (forésia).
Urinam e defecam apenas a cada sete ou oito dias, sempre no chão, próximo à base da árvore em que costuma se alimentar. Com isso, há uma reciclagem dos nutrientes contidos nas folhas ingeridas pelo animal, que são parcialmente devolvidos à árvore através dos seus dejetos.
Apesar de lentas em terra, as preguiças são excelentes nadadoras.

## Statusde Conservação

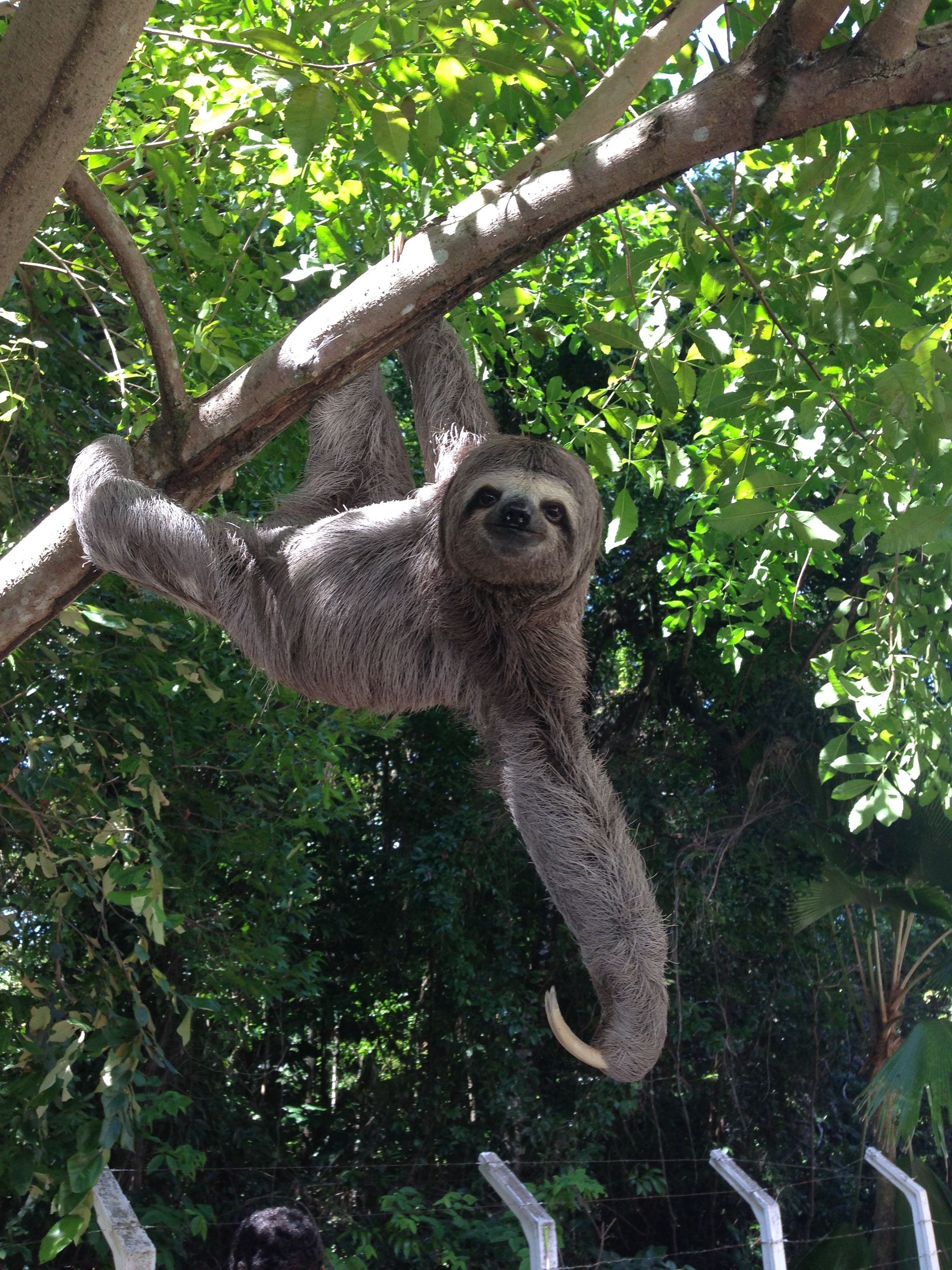

Atualmente, o principal predador desses animais é mesmo o ser humano, que as comercializa em feiras livres e nas margens de rodovias. A ação humana sobre esses animais tem sido muito facilitada, nos últimos tempos, pela acelerada fragmentação e destruição das matas, levando as preguiças a se locomoverem desajeitadamente pela superfície do solo, de uma ilha de mata para outra, em busca de sobrevivência, ficando totalmente expostas à caça e à captura.
A preguiça-de-três-dedos é muito procurada como animal de estimação. Contudo, o seu metabolismo lento e adaptado as condições de vida na floresta mostra-se extremamente vulnerável a doenças, causando uma alta mortalidade entre animais em cativeiro.
Graças ao seu temperamento agressivo e a seus caninos afiados, a preguiça-de-dois-dedos não é valorizada como bicho de estimação.
Devido a seu habitat limitado à copa das árvores, e a seus hábitos alimentares especializados, a preguiça é muito afetada pela diminuição das florestas tropicais. Estima-se que seja espécie ameaçada em futuro próximo.
No Brasil, ocorrem todas as espécies de preguiças-de-três-dedos, estando o B. torquatus restrito à Mata Atlântica.